# László Bálint
László Bálint, född den 1 februari 1948 i Budapest, Ungern, är en ungersk fotbollsspelare som medverkade i det ungerska lag som tog OS-silver i fotbollsturneringen vid de olympiska sommarspelen 1972 i München.